# Гідрогенізація

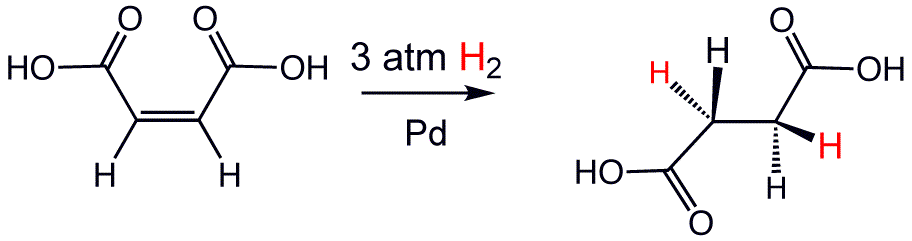
Гідрогенізація малеїнової кислоти до бурштинової

Гідрогеніза́ція або гідрува́ння (англ. hydrogenation, нім. Hydrogenisation f, Hydrierung f, Kohlenverflüssigung f) — приєднання водню до простих та складних речовин за наявності каталізаторів.
Може включати:
1. Відновлення сполук приєднанням водню до кратних зв'язків.
Приклад: гідрування воднем ненасичених вуглеводнів при високій температурі, тискові та під дією гетерогенних каталізаторів (Fe, Pt, Pd, оксидів важких металів та ін.)
>C=C< + H2 → >CH–CH<
2. Відновлення воднем в момент виділення або ж H-вмісними відновниками, такими як LiAlH4, коли діючою частинкою виступає гідрид-йон.

## Гідрогенізація твердого палива
Гідрогенізація твердого палива є універсальним методом отримання з нього синтетичного рідкого палива. Для процесу гідрогенізації найпридатніші тверді горючі корисні копалини, в яких відношення С: Н = 8-16, вихід летких речовин на горючу масу не нижче за 35-36 %. Гідрогенізація — важливий резерв для заміни сирої нафти горючими сланцями, бітумами, вугіллям. За прогнозними оцінками Світової Енергетичної Ради, у 2050 році на частку зріджуваного вугілля припадатиме 50 % всього енергетичного вугілля, що видобуватиметься.

## Гідрогенізація CO2в метанол
Біоенергетика з уловлюванням та зберіганням вуглецю (BECCS) передбачає стійке виробництво біопалива, мінімізуючи негативний вплив на глобальне потепління основного парникового газу — вуглекислого газу (CO2).
Одним з прикладів BECCS є виробництво метанолу з CO2, шляхом гідрогенації вловленого промислового CO2 воднем або біоводнем.
У 2019 році мінімальна собівартість такого виробництва метанолу склала 565 доларів США.
Модифікована технологія двостадійної реакції гідрогенізації збільшила вихід метанолу у 3,4 рази за допомогою каталізатора Cu/Zn/Al2O3. Цей підхід забезпечує багатообіцяючий шлях для виробництва CH3OH за допомогою інтегрованої двостадійної гідрогенізації CO/CO2 при атмосферному тиску.

## Гідрогенізація за Нойорі
Гомогенне асиметричне асиметричне гідрування олефінових та карбонільних зв'язків каталізоване енантіочистим рутеній (ІІ)
2,2'-біс(дифенілфосфіно-1,1'-бінафтильним комплексом((R)-BINAP-Ru(II)). Субстрати мусять мати в сусідніх до реакційного центра положеннях певні функціональні групи, які виступають спрямовуючими при перетворенні.

## Парофазна гідрогенізація
Парофазна гідрогенізація проводиться на нерухомому шарі каталізатора для конверсії середньої олії в бензин, при цьому середня олія випаровується під тиском у струмені водню.

## Асиметричне гідрування
Асиметричне гідрування — це хімічна реакція, яка додає два атоми водню до цільової (субстратної) молекули з тривимірною просторовою вибірковістю. Важливо, що ця селективність походить не від самої цільової молекули, а від інших реагентів або каталізаторів, присутніх у реакції. Це дозволяє просторовій інформації (те, що хіміки називають хіральністю) передавати від однієї молекули до мішені, утворюючи продукт як єдиний енантіомер.